# Macronaso ulugurensis
Macronaso ulugurensis är en insektsart som beskrevs av Synave 1960. Macronaso ulugurensis ingår i släktet Macronaso och familjen Dictyopharidae. Inga underarter finns listade i Catalogue of Life.